# Труханова, Наталья Владимировна
Ната́лья Влади́мировна Труха́нова (фр. Natacha Trouhanova; 29 марта 1885, Киев — 25 августа 1956, Москва) — русская балерина.

## Биография

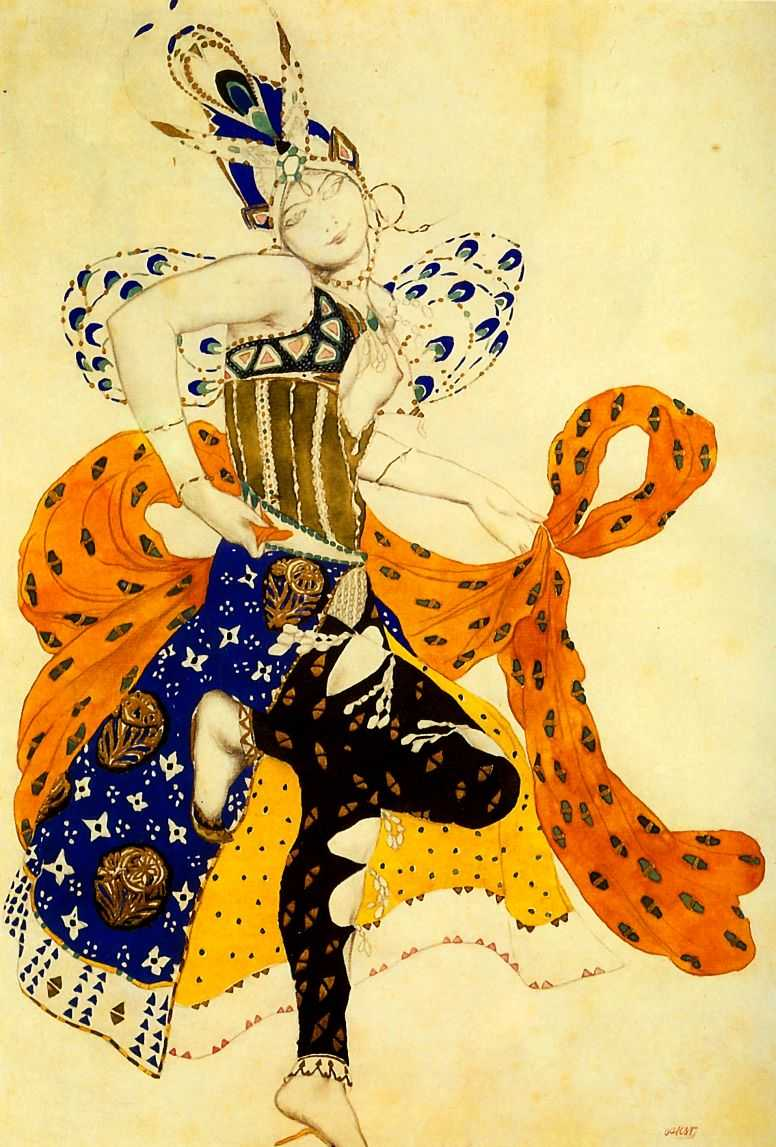
Л. Бакст. Эскиз костюма Пери для Н. Трухановой. 1911

Дочь русского актёра, премьера киевской оперетты Владимира (Эдмона) Давыдовича Бастунова и Мари Браун — француженки, уроженки Эльзаса. После развода родителей осталась с матерью, переехала в Москву, училась актёрскому мастерству и танцу (в том числе у Ивана Хлюстина). В пятнадцать с половиной лет вышла замуж за поручика Бориса Труханова, сына генерал-майора Фёдора Труханова, с которым рассталась после смерти ребёнка.
С 1904 года жила во Франции. В короткий срок превратилась в большого мастера танца. Работала и была знакома с Сергеем Дягилевым, Фёдором Шаляпиным, Рихардом Штраусом, Айседорой Дункан. Её друзьями, коллегами, единомышленниками стали Морис Равель, Макс Рейнхардт, Камиль Сен-Санс, на музыку которого «Пляска смерти» Труханова создала хореографическую миниатюру, потрясшую композитора. Л. В. Собинов в одном из писем с удивлением отмечал: «Труханова вся полна мыслями о своих танцах. Я даже не ожидал, что это у неё такое серьёзное занятие… На столе у неё фотография Массне с самой лестной надписью. В будущем сезоне она танцует здесь новый балет его».
В 1911 году Поль Дюка́ посвятил артистке свой балет «Пери», который она исполнила в 1912 году в Париже. С 1918 года была супругой А. А. Игнатьева, с которым в 1937 году приехала в Советский Союз.
В 1930 году вместе с Луи Боннаром выпустила сборник переведённых с русского языка рассказов современных советских писателей «Буря и другие рассказы» (фр. La Tourmente et quelques autres récits), включавший произведения Пантелеймона Романова («Первая любовь»), Всеволода Иванова («Смерть Сапеги»), Александры Коллонтай, Алексея Новикова-Прибоя, Валентина Катаева и др. Автор воспоминаний «На сцене и за кулисами», отмеченными академиком Тарле как «прелестные мемуары, полные мужского ума и обаятельной женственности».